# Unistalda

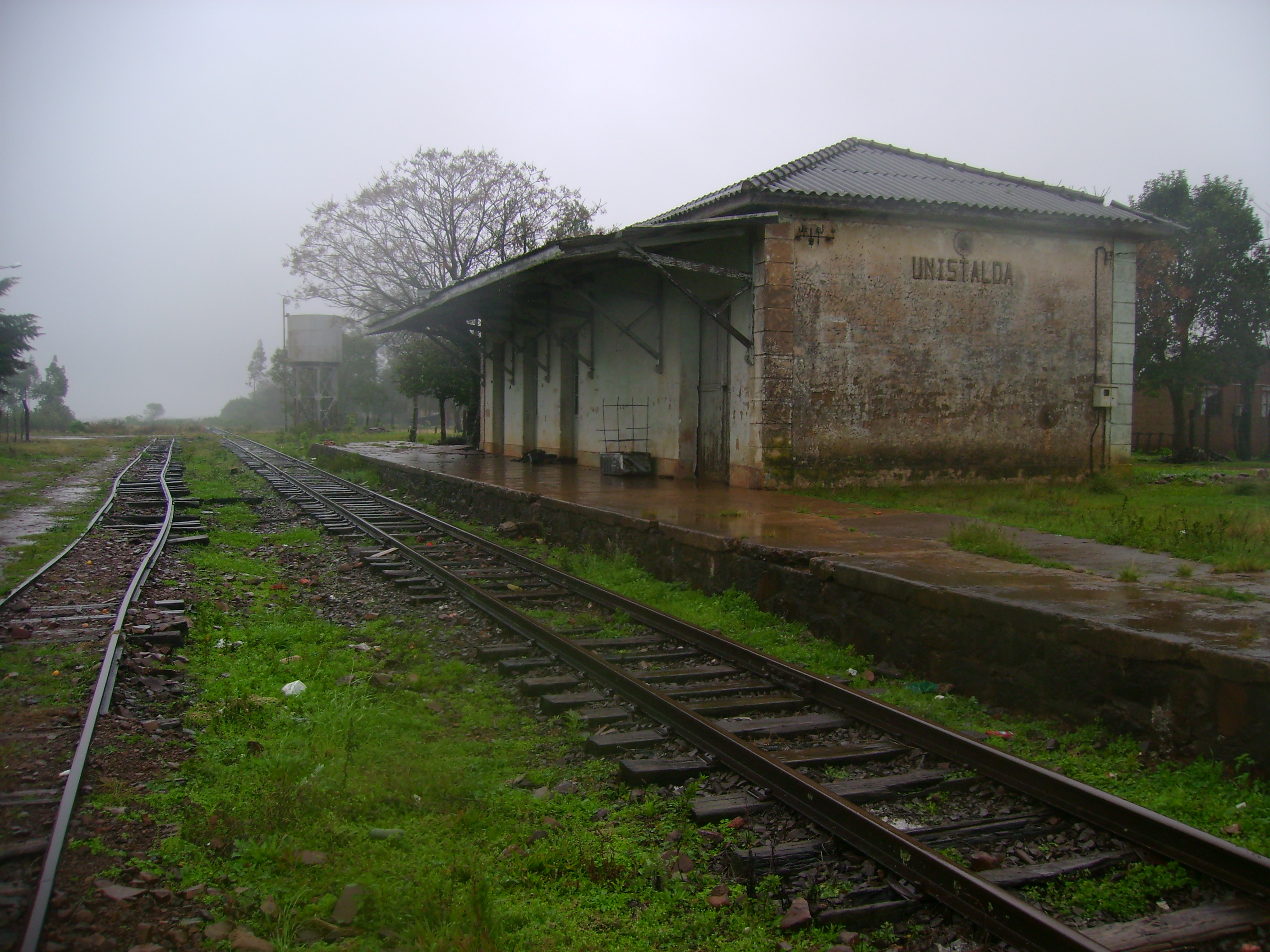
Estación ferroviaria de Unistalda.

Unistalda es un municipio brasileño del estado de Rio Grande do Sul.
Se encuentra ubicado a una latitud de 29º02'50" Sur y una longitud de 55º09'01" Oeste, estando a una altitud de 361 metros sobre el nivel del mar. Su población estimada para el año 2004 era de 2.699 habitantes.
Ocupa una superficie de 603,41 km².
- Datos: Q1754325
- Multimedia: Unistalda / Q1754325